# (4714) Toyohiro
(4714) Toyohiro (1989 SH) – planetoida z pasa głównego asteroid okrążająca Słońce w ciągu 5,25 lat w średniej odległości 3,02 j.a. Odkryta 29 września 1989 roku.